# راجح سعيد باكريت
راجح سعيد باكريت، مواليد مديرية حوف، محافظة المهرة سنه 1975م عضو مجلس الشورى، ومحافظ المهرة سابقا، وأحد مشايخ قبائل المهرة، وشيخ ضمان من قبل شؤون القبائل.

## المؤهلات العلمية
1. خريج ثانوية عامة 1994م.
2. حاصل على بكالوريوس إدارة أعمال.

## المناصب التي تقلد بها
- انتسب إلى سلك التربية والتعليم في محافظة المهرة، وعمل مدرسا منذ 1996م إلى 2000م.
- عين مستشارا لمحافظ المهرة للشؤون الأمن في عام 2013م.
- تم تكليفه لمكافحة التهريب، من قبل الوزير محمد ناصر في عام 2014م.
- كُلف مدير فرع الأمن القومي في المهرة عام 2015م.
- عُين محافظا لمحافظة المهرة في 27 نوفمبر 2017.[1][2]
- في 23 فبراير2020 صدر قرار جمهوري بتعينه عضو مجلس الشورى.[3][4][5][3][6][7]